# Norge i rødt, hvitt og blått
Norge i rødt, hvitt og blått (Norwegen in rot, weiß und blau) ist ein norwegisches Marschlied, das aus der Besatzungszeit während des Zweiten Weltkriegs stammt.

## Hintergrund
Die Melodie des Marsches stammt vom schwedischen Komponisten Lars-Erik Larsson, der es ursprünglich mit dem Titel Obligationsmarschen veröffentlichte und Text von Alf Henrikson beinhaltete. In Norwegen wurde das Lied umgetextet und erhielt den Namen Det skal lyse igjen over byen (deutsch: Es soll wieder leuchten über der Stadt). Das Lied hätte von der Revuekünstlerin Synnøve Gleditsch vorgeführt werden sollen, allerdings griff das Zensurorgan der deutschen Besatzer ein und verbot nach der Generalprobe sämtliche weiteren Aufführungen. Der Auftritt wurde schließlich ohne das Lied abgehalten.
Det skal lyse igjen over byen wurde in der Folge leicht verändert und erhielt neue Namen. Es diente den Widerstandskämpfern als illegales Protestlied. Nach der Befreiung Norwegens wurde das Lied erneut aufgeführt und wurde von der bekannten Revuesängerin Lalla Carlsen in der heute bekannten Version gesungen.
Anfangs galt Finn Bø als Verfasser des Textes, heute gilt das gesamte Schreiberteam hinter der Aufführung als die Verfasser. Der Inhalt des Liedes spielt vor allem auf die Farben der norwegischen Flagge an und ist deutlich nationalistisch geprägt. Aufgeführt wird es vor allem am 17. Mai, dem Nationalfeiertag Norwegens.

## Heutige Verwendung
Der Schlagersänger Jens Book-Jenssen konnte 1963 mit diesem Lied einen Hit verbuchen. Das Lied wird vor allem im Zusammenhang des norwegischen Verfassungstages am 17. Mai gesungen.